# Jacqueline Berenstein-Wavre
Jacqueline Berenstein-Wavre (Pechelbronn, Alsacia; 26 de diciembre de 1921-Ginebra, Suiza; 22 de enero de 2021) fue una política socialista y activista francosuiza, hija de padres de Neuchâtel, que luchó para los derechos de las mujeres, la revalorización de las tareas domésticas y para la memoria obrera.

## Biografía
Jacqueline Wavre es la menor de las cuatro niñas de Robert Wavre, ingeniero, y de Esther, apellido de soltera Montmollin, enfermera. Después de una niñez en Alsacia y una adolescencia vivida en el contexto de la Segunda Guerra Mundial, entre Neuchâtel (Suiza) y el Chambon-sobre-Lignon (Francia), hace sus estudios en Ginebra (obtiene un diploma en el Instituto de Estudios Sociales, después una licenciatura en ciencias sociales en la Universidad). Trabajó como formadora de las aprendizas vendedoras en el Grand Passage, después como trabajadora no especializada en 1945 en la fábrica Tavaro que fabrica las máquinas a coser de marca Elna. Enseñó luego en diversas escuelas, que se ocupaban en particular de la información profesional.
Jacqueline Berenstein-Wavre dedicó toda su vida a hacer evolucionar la causa de las mujeres. Se adhiere en 1950 al Partido socialista y milita desde entonces para el sufragio femenino, sufriendo varios fracasos hasta que las ginebrinas acceden al derecho al voto en 1960 (este derecho está adquirido a efectos suizo en 1971). En esta época afirma : " Se nos llamaba las sufragistas. Yo desfilaba los domingos en frente del despacho de voto de Servette (barrio de Ginebra) con un esparadrapo en la boca.».
Forma parte de las primeras mujeres que son elegidas a nivel legislativo en la Ciudad de Ginebra, en abril de 1963. Es la primera mujer a presidir el Cabildo de la Ciudad de Ginebra en 1968-1969, y se queda hasta 1973, fecha en la cual es elegida en el Gran Consejo del Cantón de Ginebra. Forma parte del poder legislativo cantonal durante cuatro legislaturas (1973-1989), presidiendolo en 1989.
En 1970, se casa con el socialista Alexandre Berenstein, profesor de derecho del trabajo y de los seguros sociales en la Universidad de Ginebra y juez en el Tribunal federal (Lausana). Juntos, lanzan la iniciativa federal que pide la inscripción de la igualdad de los derechos entre hombres y mujeres en la Constitución suiza, aceptada por el pueblo en junio de 1981 (bajo la forma de un contra-proyecto directo).
A nivel suizo, Jacqueline Berenstein-Wavre preside la Alianza de Sociedad Femenina Suiza (ASF) de 1975 a 1980 y forma parte de la Comisión federal para las cuestiones femeninas. Otro de sus combates políticos fue la revalorización del trabajo familiar, sobre todo con la creación del Sindicato de las Personas Activas en el Hogar (SPAF) y de un Certificado Federal de Capacidad (CFC) de gestoras en economía familiar.
Desde 1957 hasta noviembre de 2012, participa en todos los cambios del periódico feminista suizo creado por Émilie Gourd en 1912 bajo el título El Movimiento feminista (transformado en Mujeres suizas, y después en la émiliE). En 1977, decide crear una agenda bilingüe francesa - alemana, especialmente destinada a las mujeres suizas, la Agenda de las mujeres - der Frauen. En 1984, crea y preside la Fundación Émilie Gourd, que tiene como objetivo animar y desarrollar la información sobre las cuestiones femeninas y feministas en la Suiza francófona.
Jacqueline Berenstein-Wavre es todavía miembro activo de asociaciones para la paz ( Femmes pour la paix, en Ginebra), presidenta del comité de honor del Geneva International Peace Research Institute (GIPRI), y presidenta de la Fondation du Collège du travail (1984-1998).

## Publicaciones
- Ménagère aujourd'hui, éd. Femmes suisses, 1974. Enquête réalisée auprès de 1300 ménagères romandes sur leur budget temps-ménage
- avec Fabienne Bouvier et Martine Ouaknine-Berset, La maison des compétences pour la gestion de l'entreprise familiale, éd. Syndicat des personnes actives au foyer (SPAF), 2004 (ISBN 2832102190)
- La Maison des compétences : ce qu'on apprend en gérant une maison familiale, Slatkine, 2005, réédition du précédent (édition suisse alémanique 2005)
- Le Bâton dans la fourmilière : une vie pour plus d'égalité, entretiens avec Fabienne Bouvier, éd. Metropolis, 2005 (ISBN 2883401578) [présentation en ligne]
- Martine Chaponnière, Silvia Ricci Lempen, Tu vois le genre ? Débats féministes contemporains, préface Jacqueline Berenstein-Wavre, Éditions d'En Bas, 2012, 204 p. (ISBN 9782829004391)